# DiDi
Didi Chuxing Technology Co. (chino: 滴滴出行, pronunciado [tɨ́tɨ́ ʈʂʰúɕɪ̌ŋ]; pronunciación inglesa: /ˌdiːdi ˌtʃuːˈʃɪŋ/), anteriormente Didi Dache (en chino, 嘀嘀打车) y Didi Kuaidi (en chino, 滴滴快的: 滴滴快的), es una compañía de transporte china, con sociedades chinas que tiene sede en Pekín. Proporciona vehículos y taxis de alquiler a través de aplicaciones y teléfonos inteligentes. Creada por la fusión de empresas rivales, Didi Dache y Kuaidi Dache, respaldadas a su vez por dos gigantes de Internet chino, Tencent y Alibaba, respectivamente,  está valorada en $26 000 millones (junio de 2016).

## Historia
La compañía es fruto de la fusión en febrero de 2015 de Didi Dache (respaldada por Tencent Holdings) y Kuaidi Dache, del grupo Alibaba (una de las empresas de comercio electrónico más grandes del mundo). Un estudio de diciembre de 2013 avaló la fusión para aumentar las sinergias de ambas compañías del transporte por internet, a pesar de que ambas, Didi y Kuaidi, habían obtenido inversiones de fondos estadounidenses por valor de $ 700 millones y $ 600 millones, respectivamente.
En mayo de 2015, la nueva compañía, Didi Chuxing gastó CNY 1.000 millones ($ 161 millones de dólares) en una campaña agresiva para posicionarse frente a otras startups, como Yidao Yongche () y Uber (respaldado por Baidu en chino, 易到用车, la tercera compañía de Internet en China). Caixin informó que en junio de 2015 la compañía tuvo una participación en el mercado de alquiler automovilístico de un 80,2%. En septiembre de 2015, la compañía obtuvo una participación de mercado en coches personales de un 80% y en taxis de un 99%.
En enero de 2016, la compañía se vio inmersa en una guerra de precios feroz con su rival estadounidense Uber, que empezó a operar en China un año antes. En mayo de 2016, Apple Inc. invirtió $1.000 millones en la compañía.
En enero de 2018 Didi adquiere a la empresa brasileña de transporte privado 99  como parte de su plan de expansión en Latinoamérica, sin embargo, no se dejó en claro cuánto fue el monto de la transacción. Con esta nueva adquisición Didi podría llegar a ser competencia de las compañías ya establecidas como Uber, inDriver y Bolt.

## Servicios
Didi Chuxing es una aplicación donde taxis o coches autorizados pueden ser contratados para dar un servicio vía móvil, teléfono inteligente o aplicaciones multimedia. Es similar a otras aplicaciones como Grab o Uber. En mayo de 2015, Didi Chuxing tenía 1,35 millones de conductores que operaban en 360 ciudades chinas, con 4 millones de carreras diarias. Su competidor, Uber, tenía poco más de un millón de carreras diarias.

### Didi Bus
Didi Bus se lanzó inicialmente en las ciudades de Pekín y Shenzhen a modo de prueba. Trabaja con compañías de turismo y turoperadores para ofrecer autobuses o vehículos de gran tamaño. Se centra fundamentalmente en rutas medias y largas (aunque ha adoptado rutas desde las ciudades hasta los aeropuertos) y compite con autobuses públicos de línea regular. Algunas compañías importantes como Lenovo y Huawei están utilizando versiones de Didi Bus para transportar empleados.

### Didi Food
En abril de 2017 se anunció que Didi lanzaría un servicio piloto de entrega a domicilio de alimentos en China, destacando que ampliará sus ciudades atendidas progresivamente.

### Didi Pay
La firma de última milla ha lanzado también su propio medio de pago. En Latinoamérica, Didi lanzó Didi Pay en México a fines de 2020. Asimismo, la empresa registró la marca Didi Pay en Chile, específicamente ante el Instituto Nacional de Propiedad Industrial (Inapi).